# Papua (Region)

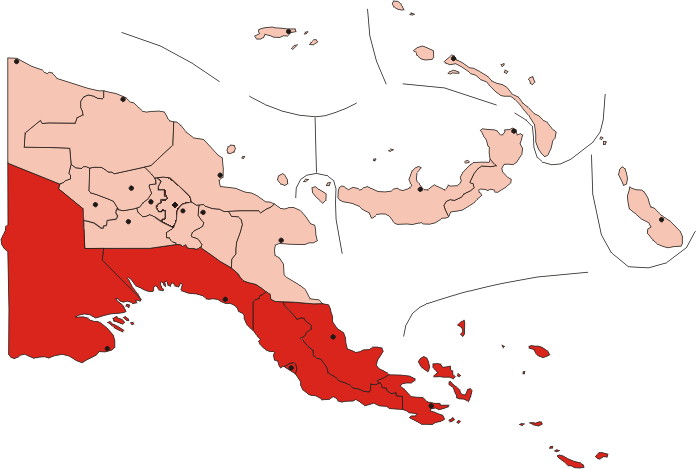
Provinzen der Papua-Region

Papua ist neben Highlands, Islands und Momase (Morobe-Madang-Sepik) eine der vier Regionen Papua-Neuguineas. 
Sie besteht aus dem National Capital District (Port Moresby) und den Provinzen:
- Milne Bay Province
- Central Province
- Gulf Province
- Western/Fly Province
- Oro Province

Zum früheren Territory of Papua gehörte auch der größte Teil der Southern Highlands Province sowie ein kleiner Teil der Chimbu Province, jeweils südlich des Hauptkamms.